# Dyacopterus
Dyacopterus is een geslacht van vleermuizen uit de familie der vleerhonden (Pteropodidae) dat voorkomt op Malakka, Sumatra, Borneo en Luzon en Mindanao in de Filipijnen.

## Beschrijving
Het geslacht Dyacopterus omvat kleine tot middelgrote vleerhonden met een brede kop en korte staart en vacht. De bovenkant van het lichaam is grijsbruin, de onderkant zilvergrijs. Het vleugelmembraan zit aan de tweede teen vast. De kop-romplengte bedraagt 106 tot 144 mm, de staartlengte 16 tot 29 mm, de voorarmlengte 74 tot 96,4 mm, de tibialengte 27 tot 39,2 mm, de oorlengte 18 tot 25 mm en het gewicht 70 tot 148 g.

## Taxonomie
Het geslacht Dyacopterusis verwant aan de Cynopterus-groep, en daarbinnen aan onder andere Chironax en vooral Thoopterus. Dyacopterus is een zeldzaam geslacht, dat tot nu toe alleen op de grootste landmassa's in de regio is gevonden. Dat zou kunnen komen door onvoldoende onderzoek, maar het is ook mogelijk dat Dyacopterus ecologisch afhankelijk is van grote eilanden om op de lange termijn te overleven, een verschijnsel dat ook bij de apenkopvleermuizen (Pteralopex) is gesignaleerd. De schijnbare zeldzaamheid van het geslacht zou overigens ook voor een belangrijk deel veroorzaakt kunnen zijn door het feit dat Dyacopterus meestal hoog vliegt en daardoor zelden gevangen wordt.

### Soorten
Het geslacht Dyacopterus is lange tijd als een monotypisch geslacht beschouwd: D. spadiceus werd als de enige soort gezien. Taxonomisch onderzoek heeft echter uitgewezen dat er nog twee andere soorten bestaan. Tegenwoordig wordt de volgende taxonomie aangehouden:
- Dyacopterus brooksi (Sumatra en Borneo)
- Dyacopterus rickarti (Luzon en Mindanao)
- Dyacopterus spadiceus (Sumatra, Borneo, Malakka inclusief Zuid-Thailand)